# Doença de Canavan
Síndrome Kanavam ou doença de Canavan, uma das mais comuns doenças neurodegenerativas da infância, é uma doença relacionada com um gene, congénita e neurologia, em que a substância branca do cérebro, degenera num tecido esponjoso com espaços microscópicos cobertos de fluido.

## Classificação
A doença de Canavan pertence ao grupo das doenças genéticas de leucodistrofias. Estas doenças causam um crescimento imperfeito, assim como um desenvolvimento imperfeito da bainha de mielina, a cobertura granulosa que actua como isolante em redor das fibras nervosas cerebrais. A mielina, que dá a cor à designada “substância branca” cerebral é uma substância complexa composta de pelo menos 10 outras substâncias químicas diferentes.

## Causas e sintomas
A doença de Canavan é causada por mutações num gene de uma enzima denominada “aspartoacilase”.
Os sintomas da Doença de Canavan, que aparece numa infância precoce e progride rapidamente, podem incluir atraso mental, perda de aptidões motoras já previamente adquiridas, dificuldades alimentares, tónus muscular anormal (hipotonia ou rigidez). Paralisia, cegueira ou diminuição da acuidade auditiva poderão também estar presentes.
A doença pode ser identificada através de uma simples análise sanguínea pré-natal que detecta a enzima em falta ou eventuais mutações no gene que controla a aspartoacilase. Ambos os pais têm que ser portadores do gene defeituoso, para que o filho nasça afectado. Quando ambos os pais são portadores do gene que sofreu mutação, existe 1 em cada 4 (25%) que cada gravidez culmine numa criança afectada pela doença de Canavan.
A doença de Canavan provoca atrofia cerebral progressiva. Não existe cura, assim como não existe percurso de tratamento padrão. O tratamento é apenas sintomático e de suporte. O prognóstico para a doença de Canavan é pobre. A morte ocorre usualmente antes dos 4 anos de idade, embora algumas crianças possam sobreviver até aos 10-20 anos de idade.
O gene da Doença de Canavan já foi localizado por estudos que visam compreender como é que o cérebro e o sistema nervoso funciona normalmente e de como são afectados por mutações genéticas. Estes estudos contribuem para uma maior compreensão das desordens ligadas a genes, tais como a Doença de Canavan, tendo ainda o potencial de promissoras descobertas no tratamento desta doença.